# Malotte Lake
Malotte Lake är en sjö i Kanada.   Den ligger i countyt Renfrew County och provinsen Ontario, i den sydöstra delen av landet, 100 km väster om huvudstaden Ottawa. Malotte Lake ligger 366 meter över havet.
I omgivningarna runt Malotte Lake växer i huvudsak blandskog. Trakten runt Malotte Lake är nära nog obefolkad, med mindre än två invånare per kvadratkilometer.